# Andrzej Kalewski

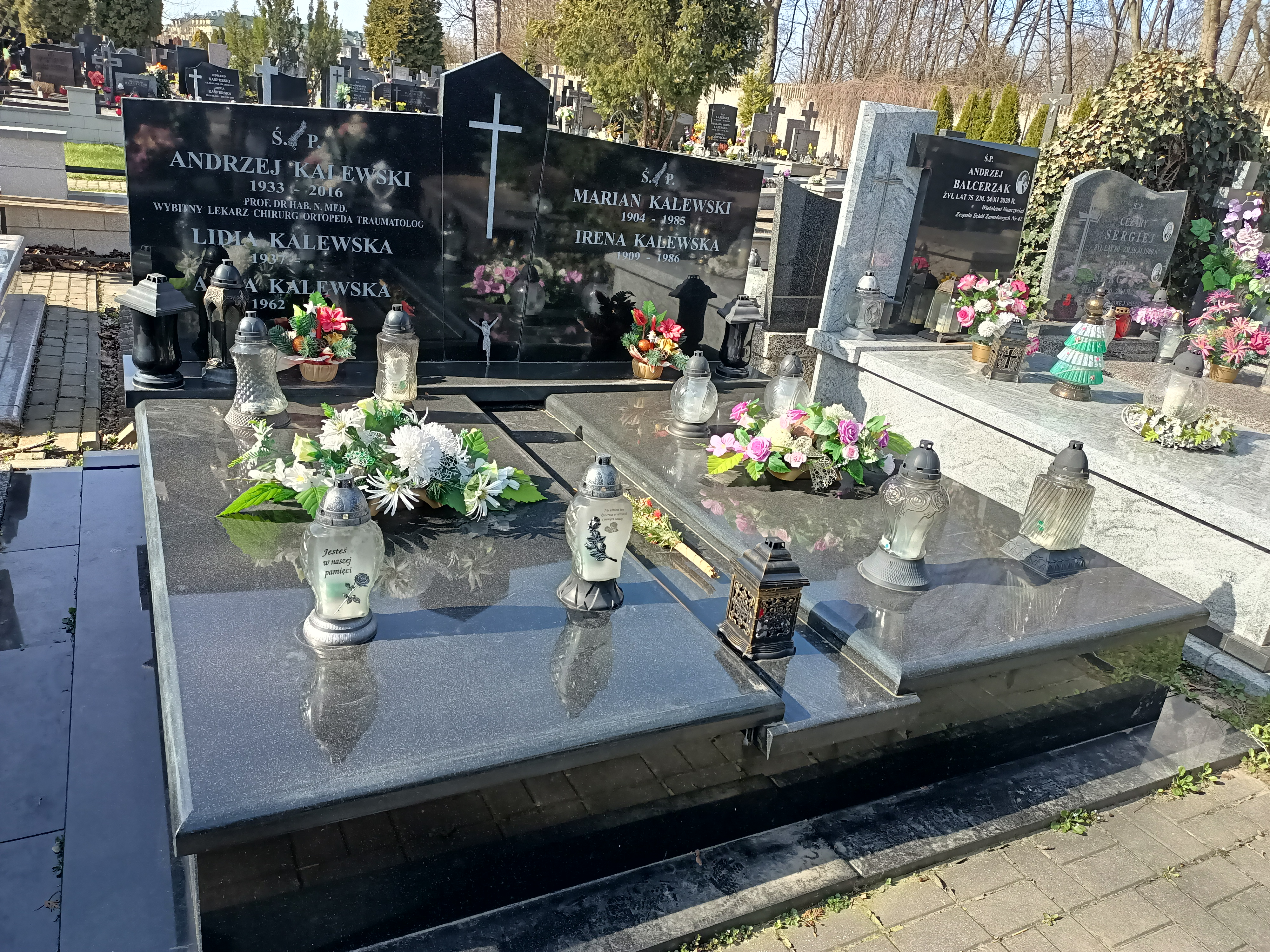
Grób profesora Andrzeja Kalewskiego na cmentarzu przy ul Ryżowej.

Andrzej Kalewski (ur. 5 stycznia 1933 w Warszawie, zm. 5 października 2016) – polski lekarz, ortopeda.

## Życiorys
Absolwent Państwowego Gimnazjum i Liceum im. Stefana Batorego w Warszawie, które ukończył w 1951. Studiował na Akademii Medycznej w Warszawie, uzyskując dyplom w 1957 roku. W latach 1954–1961 był asystentem warszawskiej Kliniki Ortopedycznej prof. Adama Grucy. Pełnił funkcję kierownika Kliniki Chirurgii Urazowej w okresie 1980-2002, oraz kierownika Instytutu Chirurgii Urazowej Ortopedii i Neurochirurgii w Centralnego Szpitala Klinicznego  WAM w latach 1998-2000.

## Członkostwo[3]
- członek Zespołu Rejestru do Badań nad Guzami Kostnymi w Instytucie Onkologii (1985-1995)
- członek Rady Naukowej CSK WAM,
- członek Komisji do Badań nad Urazami w Polskiej Akademii Nauk,
- członek polskiej grupy SICOT,
- członek i konsultant komitetu redakcyjnego Kwartalnika Ortopedycznego oraz Ortopedii Traumatologii Rehabilitacji.
- członek zwyczajny i honorowy PTOiTr

## Odznaczenia[3]
- Krzyż Kawalerski Orderu Odrodzenia Polski
- Złoty Krzyż Zasługi
- Medal Komisji Edukacji Narodowej
- Odznaka honorowa „Za wzorową pracę w służbie zdrowia”,
- Zespołowa naukowa nagroda I stopnia Ministra Obrony Narodowej,
- medal imienia  Adama Grucy
- medal D. Tylmana.